# Пасаруш
Острів Па́саруш (порт. Ilhéu dos Pássaros) — невеликий безлюдний острів в архіпелазі Кабо-Верде. Він розташований приблизно в 700 метрах біля північно-східного узбережжя острова Боа-Вішта, біля пляжу Прая-даш-Гаташ. Площа острівця 0,82 га; разом з 38 га навколишнього морського простору, він утворює природоохоронну територію («Природний інтегральний заповідник Ilhéu dos Pássaros»). Це низький плоский острів, вкритий осадовим матеріалом та піском. Він пов'язаний з головним островом ланцюгом рифів і вулканічних скель. Важливе місце для гніздування білолицих качурок та мадейрського буревісника.